# Bahnhof Keiō-Hachiōji
Der Bahnhof Keiō-Hachiōji (jap. 京王八王子駅, Keiō-Hachiōji-eki) ist ein Bahnhof auf der japanischen Insel Honshū. Er wird von der Bahngesellschaft Keiō Dentetsu betrieben und befindet sich in der Präfektur Tokio auf dem Gebiet der Stadt Hachiōji.

## Verbindungen
Keiō-Hachiōji ist ein unterirdischer Kopfbahnhof und die westliche Endstation der Keiō-Linie, die über Fuchū, Chōfu und Meidaimae nach Shinjuku im Zentrum Tokios führt. Es werden sechs Züge je Stunde angeboten, wobei die Zugtypen je nach Tageszeit wechseln und eine unterschiedliche Anzahl Zwischenbahnhöfe überspringen. Nahverkehrszüge bedienen den Bahnhof nur frühmorgens und spätabends, ansonsten muss im nachfolgenden Bahnhof Kitano umgestiegen werden.

## Anlage
Der Tunnelbahnhof befindet sich im zentralen Stadtteil Myōjinchō. Er ist von Südosten nach Nordwesten ausgerichtet und besitzt zwei stumpf endende Gleise an einem Mittelbahnsteig. Die Gleisebene liegt im zweiten Untergeschoss, eine Verteilerebene nimmt das erste Untergeschoss ein. Darüber erhebt sich das elfgeschossige Einkaufszentrum K-8 (Kei-hachi) mit mehr als 60 Läden, das wie die Bahngesellschaft zur Keio Group gehört. In das Gebäude integriert ist ein Busbahnhof mit zehn Bussteigen. Er wird von mehr als 50 Buslinien der Gesellschaften Keiō Dentetsu Bus, Keiō Bus Minami und Nishi Tōkyō Bus bedient. Etwa 400 Meter südwestlich steht der Bahnhof Hachiōji an der Chūō-Hauptlinie.
Im Fiskaljahr 2018 nutzten durchschnittlich 59.486 Fahrgäste täglich den Bahnhof.

## Gleise
| 1/2 | ▉ Keiō-Linie | Fuchū • Chōfu • Meidaimae • Shinjuku |

## Bilder

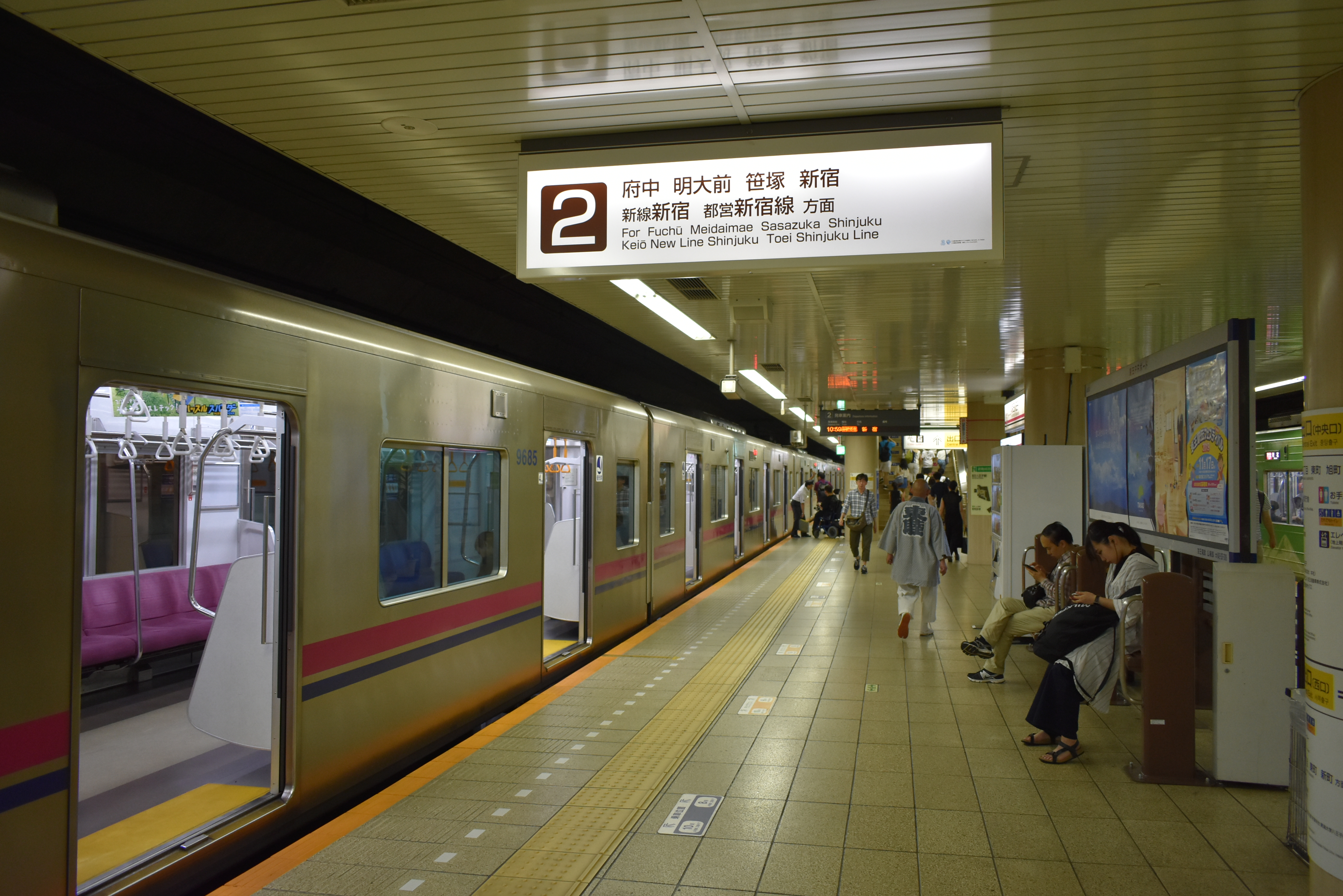
Bahnsteig mit Zug
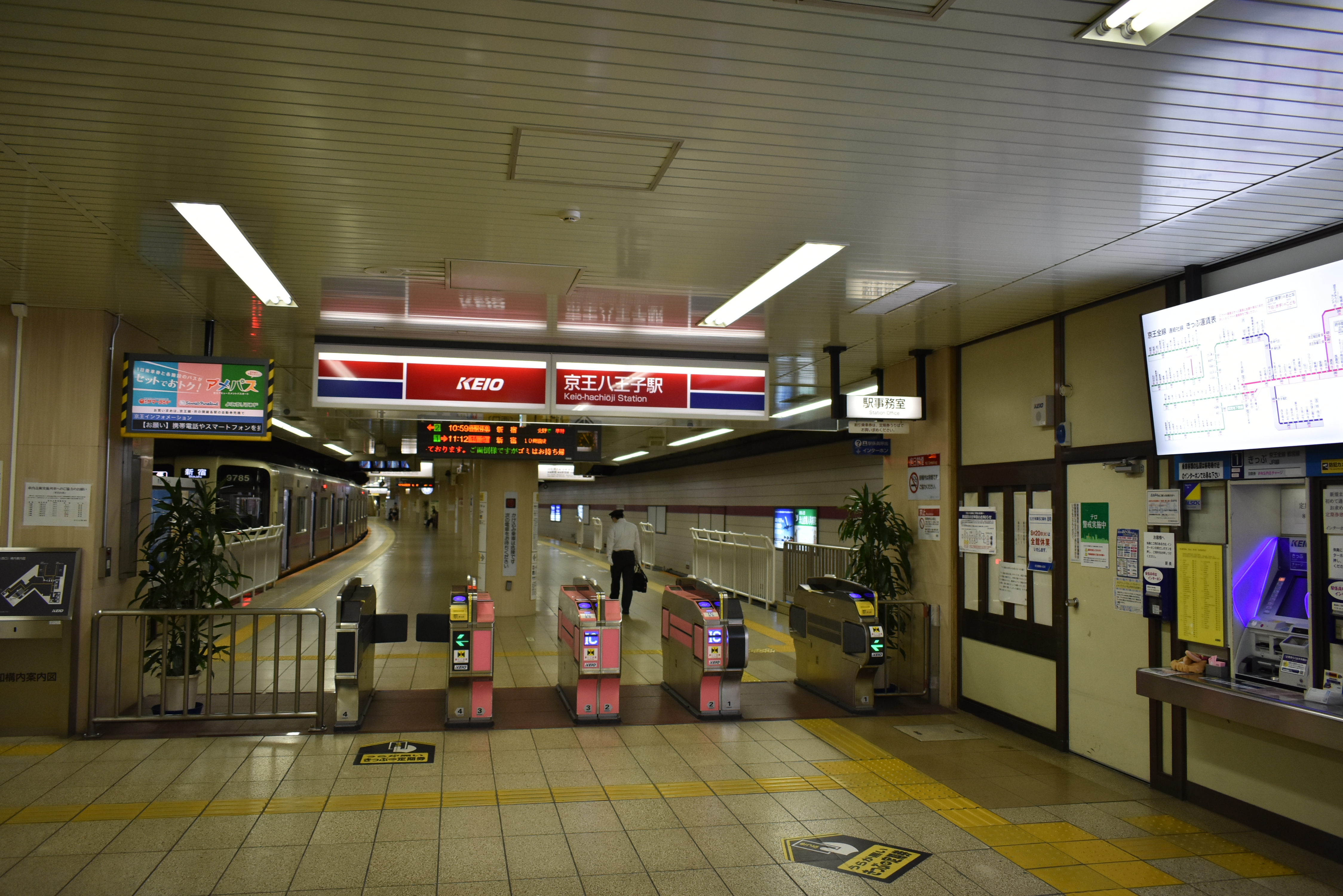
Bahnsteigsperren am Nordausgang
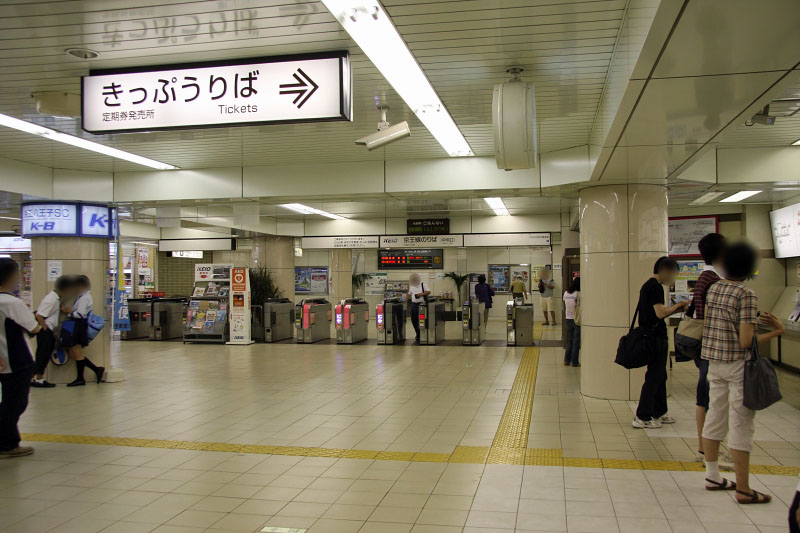
Verteilerebene
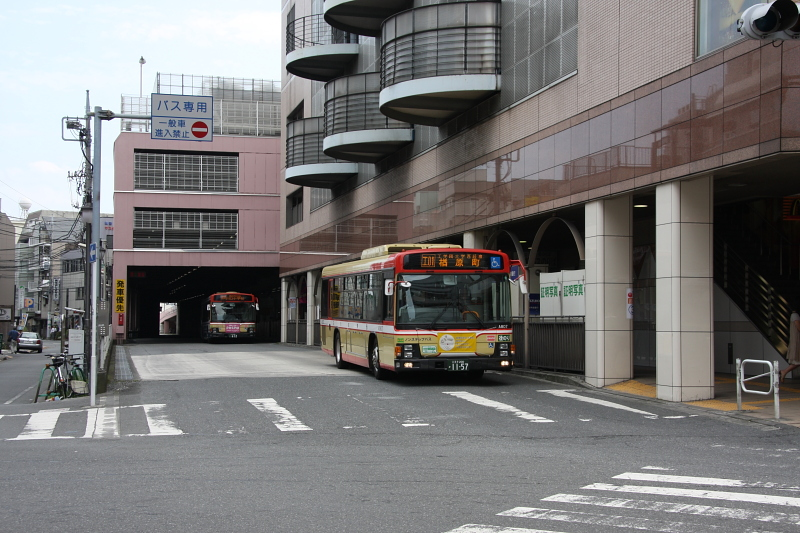
Busbahnhof

## Linien
| Verlauf der Keiō-Linie |
| --- |
| Shinjuku • Hatsudai • Hatagaya • Sasazuka • Daitabashi • Meidaimae • Shimo-Takaido • Sakurajōsui • Kami-Kitazawa • Hachimanyama • Roka-kōen • Chitose-Karasuyama • Sengawa • Tsutsujigaoka • Shibasaki • Kokuryō • Fuda • Chōfu • Nishi-Chōfu • Tobitakyū • Musashinodai • Tama-Reien • Higashi-Fuchū • Fuchū • Bubaigawara • Nakagawara • Seiseki-Sakuragaoka • Mogusaen • Takahatafudō • Minamidaira • Hirayamajōshi-kōen • Naganuma • Kitano • Keiō-Hachiōji |

## Geschichte
Die Gyokunan Tetsudō, eine 1922 gegründete Tochtergesellschaft der Keiō Denki Kidō (heute Keiō Dentetsu), eröffnete den Bahnhof am 24. März 1925. Er trug damals den Namen Higashi-Hachiōji (東八王子) und lag oberirdisch am Kōshū Kaidō (heutige Nationalstraße 20), etwa 200 Meter nordwestlich des heutigen Standorts. Die nach Fuchū führende Bahnstrecke war in Kapspur (1067 mm) errichtet worden, da der Staat dafür Fördergelder in Aussicht gestellt hatte. Als diese ausblieben, ging die Gyokunan Tetsudō am 1. Dezember 1926 in ihrer Muttergesellschaft auf. Diese nahm daraufhin eine Umspurung vor, die am 1. Juni 1927 abgeschlossen war und ab Mai 1928 durchgehende Verbindungen bis Shinjuku ermöglichte. Von 1929 bis 1939 bestand Anschluss an die Straßenbahnlinie der Musashi Chūō Denki Tetsudō.
Ein Luftangriff der United States Army Air Forces am 2. August 1945 richtete schwere Schäden an. Der provisorisch wiederaufgebaute Bahnhof wurde 11. Dezember 1963 an seinen heutigen Standort verlegt und in Keiō-Hachiōji umbenannt. Der bisher einspurige Streckenabschnitt zum benachbarten Bahnhof Kitano erhielt am 3. Juni 1970 ein zweites Gleis, womit nun die gesamte Keiō-Linie doppelspurig ausgebaut war. Die Kapazität des oberirdischen Endbahnhofs blieb aber weiterhin eingeschränkt, da er zu kurz für Schnellzüge mit zehn Wagen war. Aus diesem Grund verlegte man ihn am gleichen Standort in den Untergrund. Nach mehrjähriger Bauzeit konnte der Tunnelbahnhof am 2. April 1989 in Betrieb genommen werden. Auf dem nicht mehr genutzten Gelände entstand das Einkaufszentrum K-8, das seine Tore am 15. September 1994 öffnete.